# Counter-Strike Online
Counter-Strike Online – remake gry Counter-Strike: Condition Zero, skierowany na azjatycki rynek gier. Opracowany przez Nexon Corporation pod nadzorem posiadacza licencji – Valve Software.

## Rozgrywka
Counter-Strike Online zawiera pięć trybów gry: normalny, deathmatch, team deathmatch, zombie mode oraz zombie mode 2.
- Normalny – rozgrywka bez zmian.
- Deathmatch – gracze odradzają się po 3 sekundach po zabiciu w losowym miejscu na mapie.
- Team deathmatch – gracze odradzają się po 3 sekundach po zabiciu na swoim respawnie.
- Zombie mode oraz zombie mode 2 – tryby zombie zmodyfikowane specjalnie dla tej edycji gry.